# ユーナン・オケイン
ユーナン・チャールズ・オケイン (Eunan Charles O'Kane, 1990年7月10日 - ) は、北アイルランド・フィーニー出身のサッカー選手。アイルランド代表。ポジションはMF。

## 経歴

### クラブ
エヴァートンFCの下部組織出身で、故郷の北アイルランドに戻りプロキャリアを始める。2012年7月、イングランドのAFCボーンマスに移籍し、2014-15シーズンはチームのプレミアリーグ昇格の一員となった。ボーンマスでは公式戦118試合に出場し2得点を記録、2015-16シーズンにはプレミアリーグで16試合に出場した。
2016年8月31日、フットボールリーグのリーズ・ユナイテッドAFCに移籍した。契約期間は2年。
2018年8月31日、2019年1月までの契約でルートン・タウンFCにレンタルで加入。しかし9月15日のブリストル・ローヴァーズFC戦で骨折してしまい、レンタルを中断しリーズに復帰した。シーズンの残りは丸々リハビリに費やすことになった。

### 代表
北アイルランド代表として各年代の代表チームへの招集歴があったが、2011年にアイルランド代表を選択した。2016年にアイルランド代表にデビューを果たし4試合に出場したが、フランスで開催されるUEFA EURO 2016の最終登録メンバーからは落選した。